# Proverbele olandeze (pictură)
Proverbele olandeze este o pictură în ulei pe stejar realizată de Pieter Bruegel cel Bătrân în 1559, care prezintă o scenă în care oamenii și, la o scară mai mică, animalele și obiectele, oferă ilustrații literare ale proverbelor și idiomelor din limba olandeză.
Temele derulate în tablourile lui Bruegel sunt absurdul, răutatea și prostia oamenilor, iar aceasta nu face excepție. Titlul original al tabloului, Mantia albastră sau Nebunia lumii, indică faptul că intenția lui Bruegel nu a fost doar să ilustreze proverbe, ci să catalogheze nebunia umană. Multe dintre persoanele înfățișate arată atributele necizelate pe care Bruegel le-a folosit pentru a înfățișa nebunia și prostia.
Fiul său, Pieter Brueghel cel Tânăr, s-a specializat în realizarea de copii ale operei tatălui său și a pictat cel puțin 16 exemplare ale Proverbelor olandeze. Nu toate versiunile tabloului, realizate de tată sau de fiu, arată exact aceleași proverbe și diferă și în alte detalii minore.

## Istorie

### Context
Proverbele erau foarte populare pe vremea lui Bruegel, precum și înaintea sa; cu o sută de ani înainte de pictura lui Bruegel, ilustrații ale unor proverbe fuseseră populare în cărțile de ore flamande. O serie de colecții au fost publicate, inclusiv Adagia, a umanistului olandez Erasmus din Rotterdam. Scriitorul francez François Rabelais a folosit ilustrații numeroase în romanul său Gargantua și Pantagruel, finalizat în 1564.
Artistul flamand Frans Hogenberg a realizat, în jurul anului 1558, o gravură care ilustrează 43 de proverbe, aproximativ în același timp cu tabloul lui Bruegel. Lucrarea este foarte asemănătoare în compoziție cu cea a lui Bruegel și include anumite proverbe (cum ar fi mantia albastră), care apar și în mod evident în Proverbele olandeze. Prezentând redările literare ale proverbelor într-un cadru țărănesc, ambii artiști au arătat o „lume întoarsă cu susul în jos”.
Însuși Bruegel a pictat mai multe picturi mici pe tema proverbelor, printre care Peștele mare îl înghite pce cel mic (1556) și Douăsprezece proverbe (1558), dar se crede că Proverbe olandeze a fost primul său tablou pe scară largă pe temă.

## Proverbe și idiomuri
Criticii au lăudat compoziția pentru portretizarea ordonată și pentru scena integrată. Există aproximativ 112 proverbe și idiomuri identificabile în scenă, deși Bruegel ar fi putut include altele care nu pot fi determinate din cauza schimbării de limbă. Unele dintre cele încorporate în pictură sunt încă utilizate în mod popular, de exemplu „înotul împotriva valului”, „lovirea cu capul de un zid de cărămidă” și „înarmat până în dinți”. Multe altele nu s-au mai folosit, ceea ce face analiza picturii mai dificilă. „A avea acoperișul acoperit cu tarte”, de exemplu, ceea ce însemna să ai de toate din abundență, fiind o imagine pe care Bruegel o va utiliza mai târziu în pictura sa din Ținutul Cockaigne (1567).
Pelerina albastră, titlul original al picturii, apare în centrul tabloului și este așezată pe un bărbat de către soția sa, ceea ce indică faptul că ea îl înșeală. Alte proverbe indică nebunia umană. Un bărbat umple un iaz după ce i-a murit vițelul. Chiar deasupra figurii centrale a bărbatului îmbrăcat în albastru, un alt bărbat poartă lumina zilei într-un coș. Unele dintre personaje par să reprezinte mai mult de o figură de stil (dacă aceasta era intenția lui Bruegel sau nu, este un lucru necunoscut), cum ar fi bărbatul care tunde o oaie în partea din stânga jos a imaginii. El stă alături de un bărbat care tunde un porc, deci reprezintă expresia „Unul taie oaia și unul porci”, ceea ce înseamnă că unul are un avantaj față de celălalt, dar poate reprezenta și un sfat „Taie-le, dar nu le lua pielea”, adică valorifică la maximum activele disponibile.

### Lista proverbelor și idiomurilor prezente în pictură
|     | Proverb/idiom                                                              | Însemnătate                                                                                  | Zonă             | Imagine   |
| --- | -------------------------------------------------------------------------- | -------------------------------------------------------------------------------------------- | ---------------- | --------- |
| 001 | Să fii capabil să legi un diavol de o pernă                                | Încăpățânarea învinge totul                                                                  | Stânga jos       |           |
| 002 | Să fii un mușcător de stâlp                                                | Să fii un ipocrit religios                                                                   | Stânga jos       |           |
| 003 | Nu crede niciodată pe cineva care are foc într-o mână și apă în cealaltă   | A fi cu două fețe și a stârni necazuri                                                       | Stânga jos       |           |
| 004 | A se lovi cu capul de zid                                                  | A încerca să realizeze imposibilul                                                           | Stânga jos       |           |
| 005 | Un picior încălțat, unul desculț                                           | Echilibrul este primordial                                                                   | Stânga jos       |           |
| 006 | Scroafa trage cepul                                                        | Neglijența va fi răsplătită cu dezastru                                                      | Stânga jos       |           |
| 007 | Să pui un clopoțel la gâtul unei pisici                                    | A efectua un plan periculos sau nepractic                                                    | Stânga jos       |           |
| 008 | A fi înarmat până în dinți                                                 | A fi înarmat puternic                                                                        | Stânga jos       |           |
| 009 | A-ți pune armura                                                           | A fi nervos                                                                                  | Stânga jos       |           |
| 010 | Unul tunde oaia, altul porcul                                              | Unul are toate avantajele, altul niciunul                                                    | Stânga jos       |           |
| 011 | Tunde-le, dar nu le jupui                                                  | Nu-ți îndepărta avantajul prea mult                                                          | Stânga jos       |           |
| 012 | Heringul nu se prăjește aici                                               | Treaba nu merge conform planului                                                             | Stânga jos       |           |
| 013 | Să prăjești tot heringul de dragul icrelor                                 | A face prea mult pentru rezultate prea puține                                                | Stânga jos       |           |
| 014 | A pune capacul pe cap                                                      | A prelua responsabilitatea                                                                   | Stânga jos       |           |
| 015 | Heringul atârnă de propriile branhii                                       | Trebuie să-ți asumi responsabilitatea pentru propriile acțiuni                               | Stânga jos       |           |
| 016 | Este mai multe decât un simplu hering                                      | Sunt mai multe lucruri decât se pot vedea                                                    | Stânga jos       |           |
| 017 | Ce poate face fumul fierului?                                              | Nu are rost să schimbi ce nu se poate schimbat                                               | Stânga jos       |           |
| 018 | Să găsești câinele în oală                                                 | Să ajungi prea târziu la cină și să descoperi că mâncarea a fost mâncată                     | Stânga jos       |           |
| 019 | Să stai în cenușă între două scaune                                        | Să fii nedecis                                                                               | Stânga jos       |           |
| 020 | Să simți găina                                                             | Să fii foarte rău (simțind dacă găina este pe cale să depună un ou înainte de a o sacrifica) | Stânga la mijloc |           |
| 021 | Foarfecele atârnă pe undeva                                                | E foarte posibil să fii înșelat                                                              | Stânga sus       |           |
| 022 | Să răzbești întotdeauna pentru un singur os                                | Să vorbești în continuu pe același subiect                                                   | Stânga sus       |           |
| 023 | Depinde pe ce parte cade cartea                                            | Depinde de șansă                                                                             | Stânga sus       |           |
| 024 | Lumea e întoarsă cu susul în jos                                           | Totul este pe dos de cum ar trebui să fie                                                    | Stânga sus       |           |
| 025 | Lasă măcar un ou în cuib                                                   | Să ai întotdeauna o rezervă                                                                  | Stânga sus       |           |
| 026 | A defeca pe lume                                                           | A disprețui totul                                                                            | Stânga sus       |           |
| 027 | Să se ducă unii pe alții de nas                                            | A se păcăli unii pe ceilalți                                                                 | Stânga sus       |           |
| 028 | Matrița este turnată                                                       | Decizia este luată                                                                           | Stânga sus       |           |
| 029 | Nebunii primesc cele mai bune cărți                                        | Norocul poate depăși inteligența                                                             | Stânga sus       |           |
| 030 | A te uita printre degete                                                   | A închide ochii                                                                              | Stânga sus       |           |
| 031 | Acolo atârnă cuțitul                                                       | A lansa o provocare                                                                          | Stânga sus       |           |
| 032 | Acolo sunt pantofii de lemn                                                | A aștepta în van                                                                             | Stânga sus       |           |
| 033 | A scoate mătura                                                            | A se distra în timp ce stăpânul e plecat                                                     | Stânga sus       |           |
| 034 | A se căsători sub coada măturii                                            | A trăi împreună fără a se căsători                                                           | Stânga sus       |           |
| 035 | A avea acoperișul plin de tarte                                            | A fi foarte bogat                                                                            | Stânga sus       |           |
| 036 | A avea o gaură în acoperiș                                                 | A nu fi inteligent                                                                           | Stânga sus       |           |
| 037 | Un acoperiș vechi are nevoie de multe petice                               | Lucrurile vechi au nevoie de multă întreținere                                               | Stânga sus       |           |
| 038 | Acoperișul are șipci                                                       | Zidurile au urechi                                                                           | Stânga mijloc    |           |
| 039 | A avea dureri de dinți în spatele urechilor                                | Să fii un răufăcător                                                                         | Stânga mijloc    |           |
| 040 | Să fii enervat de lună                                                     | A pierde timpul cu o încercare zadarnică                                                     | Stânga mijloc    |           |
| 041 | Aici atârnă oala                                                           | Este opusul a ceea ce ar trebui să fie                                                       | Stânga mijloc    |           |
| 042 | Să bați al doilea cui în același loc unde l-ai bătut pe primul             | A repeta o acțiune prostească                                                                | Stânga sus       |           |
| 043 | Să bărbierești nebunul fără lamă                                           | Să păcălești pe cineva                                                                       | Mijloc           |           |
| 044 | Doi nebuni sub aceeași glugă                                               | Prostia iubește compania                                                                     | Mijloc           |           |
| 045 | Crește în afara ferestrei                                                  | Nu poate fi ascuns                                                                           | Mijloc           |           |
| 046 | Să te joci la stâlpul infamiei                                             | A atrage atenția asupra faptelor rușinoase                                                   | Mijloc sus       |           |
| 047 | Când poarta este deschisă porcii fug în porumb                             | Dezastrul rezultă din neglijență                                                             | Mijloc sus       |           |
| 048 | Când porumbul scade porcul crește                                          | Dacă o persoană câștigă, alta trebuie să piardă                                              | Mijloc sus       |           |
| 049 | Să fugi ca și cum spatele ți-ar fi luat foc                                | A fi în mare suferință                                                                       | Mijloc sus       |           |
| 050 | Cel care mănâncă foc, stârnește scântei                                    | Nu te mira de rezultat dacă încerci o aventura periculoasă                                   | Mijloc sus       |           |
| 051 | A-și agăța mantia după cum bate vântul                                     | A-și adapta punctul de vedere după opinia populară                                           | Mijloc sus       |           |
| 052 | Să arunci pene în vânt                                                     | Să lucrezi fără a avea vreun rezultat                                                        | Mijloc sus       |           |
| 053 | Să te holbezi la barză                                                     | A pierde timpul                                                                              | Mijloc sus       |           |
| 054 | Să încerci să lovești două muște dintr-o lovitură                          | A fi eficient                                                                                | Mijloc sus       |           |
| 055 | Să cazi de pe un bou pe partea din spate a unui măgar                      | A trece printr-o perioadă financiară dificilă                                                | Mijloc sus       |           |
| 056 | A săruta inelul de la ușă                                                  | Să fii consecvent                                                                            | Mijloc sus       |           |
| 057 | A-ți șterge spatele de ușă                                                 | A trata ceva cu ușurință                                                                     | Mijloc sus       |           |
| 058 | A se plimba cărând o povară                                                | Să-ți imaginezi că lucrurile sunt mai rele decât sunt                                        | Mijloc sus       |           |
| 059 | Unui cerșetor i se face milă de altul stând în fața ușii                   | Să-ți fie frică de competiție                                                                | Mijloc sus       |           |
| 060 | Să pescuiești în spatele plasei de pescuit                                 | A pierde o oportunitate                                                                      | Mijloc           |           |
| 061 | Rechinii mănâncă peștii mai mici                                           | Tot ceea ce spun oamenii va fi pus în perspectivă în funcție de nivelul lor de importanță    | Mijloc           |           |
| 062 | A nu putea vedea strălucirea soarelui pe apă                               | A fi gelos pe succesul aluia                                                                 | Mijloc           |           |
| 063 | Ieșiți în afară ca și cum ar sta pe veceu                                  | Este evident                                                                                 | Mijloc           |           |
| 064 | Oricine poate vedea printr-o scândură de stejar dacă există o gaură în ea  | Nu are rost să afirmăm ceea ce este evident                                                  | Mijloc           |           |
| 065 | Amândoi își fac nevoile prin aceeași gaură                                 | Sunt camarazi inseparabili                                                                   | Mijloc           |           |
| 066 | A arunca banii cuiva în apă                                                | A irosi banii cuiva                                                                          | Mijloc           |           |
| 067 | Un zid cu fisuri se va prăbuși curând                                      | Orice lucru prost gestionat va eșua în curând                                                | Dreapta mijloc   |           |
| 068 | Să nu-ți pese a cui casă arde cât timp flacăra te va încălzi               | A profita de orice ocazie indiferent de consecințele asupra celorlalți                       | Dreapta mijloc   |           |
| 069 | A trage blocul de piatră                                                   | Să fii înșelat de un iubit sau să lucrezi la o sarcină fără rost                             | Dreapta sus      |           |
| 070 | Frica o face pe bătrână să alerge                                          | Un eveniment neașteptat poate dezvălui calități necunoscute                                  | Dreapta sus      |           |
| 071 | Excrementele calului nu sunt smochine                                      | A nu te lăsa înșelat de aparențe                                                             | Dreapta sus      |           |
| 072 | Dacă orbul conduce orbul, ambii vor cădea în șanț                          | Nu are rost să fii ghidat de alții la fel de ignoranți                                       | Dreapta sus      |           |
| 073 | Călătoria nu s-a încheiat când biserica și clopotnița se pot observa       | Nu renunțați până când sarcina nu este completă                                              | Dreapta sus      |           |
| 074 | Totul se reduce la soare                                                   | Nimic nu se poate ascunde la nesfârșit                                                       | Dreapta sus      |           |
| 075 | A menține privirea pe barcă                                                | A rămâne atent                                                                               | Dreapta sus      |           |
| 076 | A defeca în gârlă                                                          | A fi neclintit de nici un obstacol                                                           | Dreapta sus      |           |
| 077 | Unde e o carcasă, zboară ciorile                                           | Dacă trebuie să câștigi ceva, toată lumea se grăbește să intre în față                       | Dreapta sus      |           |
| 078 | Este ușor să navighezi în fața vântului                                    | Dacă condițiile sunt favorabile, nu este dificil să-ți atingi scopul                         | Dreapta sus      |           |
| 079 | Cine știe de ce gâștele merg desculți?                                     | Există un motiv pentru toate, deși este posibil să nu fie evident                            | Dreapta sus      |           |
| 080 | Dacă nu sunt menit să fiu păstrătorul lor, voi lăsa gâștele să fie gâște   | Nu te amesteca în treburile care nu te privesc                                               | Dreapta sus      |           |
| 081 | Să vezi urși dansând                                                       | A fi înfometat                                                                               | Dreapta          |           |
| 082 | Urșii sălbatici preferă compania celorlalți                                | Colegii se înțeleg mai bine unul cu celălalt decât cu străinii                               | Dreapta          |           |
| 083 | Să arunci sutana cuiva peste gard                                          | A arunca ceva fără a ști dacă va fi necesar ulterior                                         | Dreapta          |           |
| 084 | Este rău să înoți împotriva curentului                                     | E greu să te opui părerii generale                                                           | Dreapta          |           |
| 085 | Ulciorul merge la apă până se sparge                                       | Totul are o limită                                                                           | Dreapta          | NP-95.jpg |
| 086 | Cele mai largi curele sunt tăiate din pielea altcuiva                      | Unul se repede la banii altuia                                                               | Dreapta          |           |
| 087 | Să ții un țipar de coadă                                                   | Să preiei o sarcină dificilă                                                                 | Dreapta          |           |
| 088 | Să cazi prin coș                                                           | Să ți se descopere amăgirea                                                                  | Dreapta          |           |
| 089 | Să fie suspendat între cer și pământ                                       | Să te afli într-o situație ciudată                                                           | Dreapta          |           |
| 090 | Să păstrezi oul de găină și să îl scapi pe cel de gâscă                    | Să iei o decizie greșită                                                                     | Dreapta          |           |
| 091 | Să caști în fața cuptorului                                                | Să încerci mai mult decât poți gestiona                                                      | Dreapta jos      |           |
| 092 | A nu fi în stare să ajungi de la o felie de pâine la alta                  | A avea dificultăți în a trăi în cadrul bugetului                                             | Dreapta jos      |           |
| 093 | O sapă fără mâner                                                          | Probabil ceva inutil                                                                         | Dreapta jos      |           |
| 094 | Să cauți toporul                                                           | Să încerci să găsești o scuză                                                                | Dreapta jos      |           |
| 095 | A avea o lanternă                                                          | A avea în sfârșit ocazia să îți arăți talentul                                               | Dreapta jos      |           |
| 096 | Un topor cu mâner                                                          | Probabil semnifică „întregul”                                                                | Dreapta jos      |           |
| 097 | Cel care și-a vărsat terciul nu poate să-l răstoarne                       | Odată ce ceva este făcut, acesta nu poate fi desfăcut                                        | Dreapta jos      |           |
| 098 | A pune o piedică roții cuiva                                               | A pune un obstacol, a distruge planurile cuiva                                               | Dreapta jos      |           |
| 099 | Dragostea este de partea de care atârnă geanta de bani                     | Dragostea poate fi cumpărată                                                                 | Dreapta jos      |           |
| 100 | A trage pentru a obține capătul cel mai lung                               | A încerca să obții avantajul                                                                 | Dreapta jos      |           |
| 101 | A sta în lumina cuiva                                                      | Să se comporte opus fericirii sau avantajului cuiva                                          | Dreapta jos      |           |
| 102 | Nimeni nu-i caută pe alții în cuptor, dintre cei care nu a mai fost acolo  | A ne imagina răutatea în ceilalți este un semn al răutății în sine                           | Dreapta jos      |           |
| 103 | A avea lumea învârtindu-se pe degetul mare                                 | A avea toate avantajele                                                                      | Dreapta jos      |           |
| 104 | A lega o barbă falsă de fața lui Hristos                                   | A ascunde înșelăciunea sub o fațetă de evlavie creștină                                      | Dreapta jos      |           |
| 105 | Trebuind să se aplece pentru a merge mai departe în lume                   | Pentru a reuși, trebuie să fii dispus să faci sacrificii                                     | Dreapta jos      |           |
| 106 | Să arunci trandafiri în fața porcilor                                      | A pierde efortul asupra celor nedemni                                                        | Mijloc jos       |           |
| 107 | A umple puțul după ce vițelul s-a înecat deja                              | A lua măsuri numai după un dezastru                                                          | Mijloc jos       |           |
| 108 | Să fii la fel de blând ca un miel                                          | Cineva care este excepțional de calm sau blând                                               | Mijloc jos       |           |
| 109 | Îi pune mantia albastră pe soțul ei                                        | Îl înșeală                                                                                   | Mijloc jos       |           |
| 110 | Ai grijă ca un câine negru să nu intervină între ei                        | Gândiți-vă că lucrurile nu merg prost                                                        | Mijloc jos       |           |
| 111 | Una ține fusul, cealaltă îl învârte                                        | Ambele bârfesc                                                                               | Mijloc jos       |           |
| 112 | A căra lumina zilei în coș                                                 | A irosi timpul cuiva                                                                         | Mijloc           |           |
| 113 | A ține lumânarea diavolului                                                | Să măgulești și să-ți faci prieteni fără discriminare                                        | Mijloc           |           |
| 114 | A te confesa diavolului                                                    | A dezvălui secrete inamicului cuiva                                                          | Mijloc           |           |
| 115 | Porcul este înjughiat prin burtă                                           | O concluzie anterioară sau ceea ce se face nu poate fi desfăcut                              | Mijloc           |           |
| 116 | Doi câini se înțeleg rareori asupra unui os                                | A se certa asupra unui singur punct                                                          | Mijloc           |           |
| 117 | Când doi câini se luptă, al treilea ia osul                                | Auto-explicativ                                                                              | Mijloc           |           |
| 118 | A fi o mănușă de degresare                                                 | A fi un parazit                                                                              | Mijloc           |           |
| 119 | Care este rostul unei farfurii frumoase atunci când nu există nimic pe ea? | Frumusețea nu compensează substanța                                                          | Mijloc           |           |
| 120 | Vulpea și cocorul cinează împreună                                         | Dacă păcălești pe cineva, s-ar putea să se întoarcă împotriva ta                             | Mijloc           |           |
| 121 | A sufla în ureche                                                          | A împrăștia bârfa                                                                            | Mijloc           |           |
| 122 | Crearea unei datorii                                                       | A-i datora cuiva o favoare                                                                   | Mijloc           |           |
| 123 | Carnea de pe frigare trebuie tăiată                                        | Unele lucruri au nevoie de atenție constantă                                                 | Mijloc           |           |
| 124 | Frigarea nu se poate răsuci                                                | Nu e cooperant                                                                               | Mijloc           |           |
| 125 | A sta pe cărbuni încinși                                                   | A fi nerăbdător                                                                              | Mijloc           |           |
| 126 | Să prinzi pește fără plasă                                                 | A profita de pe urma muncii altora                                                           | Mijloc           |           |